# Us Again
Us Again (Juntos Nuevamente en Hispanoamérica y Nosotros de nuevo en España) es un cortometraje estadounidense de animación por computadora en 3D dirigido y escrito por Zach Parrish y distribuido por Walt Disney Studios Motion Pictures. Junto a Raya y el último dragón, el corto fue lanzado el 5 de marzo de 2021.

## Trama
Mientras la gente de la ciudad de Nueva York baila al ritmo de la música, el anciano Art se queda en su apartamento y mira la televisión de mal humor. Su esposa, Dot, entra y trata de que salga y disfrute del día. Él se niega, dejándola desconsolada. Art pronto lamenta esta decisión y mira una foto de él y Dot cuando eran jóvenes y estaban llenos de vida. Sale a la escalera de incendios de su casa cuando de repente comienza a llover. La lluvia lo hace más joven y lo rejuvenece, lo que lo lleva a partir hacia la ciudad en busca de Dot.
Art y Dot se encuentran, y esta última también se ha vuelto joven a través de la lluvia, en una fuente de agua y comienza a bailar vibrantemente por las calles. Cuando las nubes de lluvia comienzan a moverse, la sequedad los regresa a la vejez. Art comienza a arrastrar a Dot por la ciudad en un intento por permanecer joven con ella. Mientras huyen, Dot se queda voluntariamente atrás mientras Art continúa persiguiendo las nubes de lluvia. Finalmente, las nubes se van por completo y Art vuelve a ser un anciano junto con Dot.
Art regresa y ve a Dot sentada sola en un banco y se une a ella. Los dos se miran a los ojos y reconocen sin decir palabra su amor el uno por el otro. Art y Dot comienzan a bailar juntos, aunque no tan vibrantemente como antes, mientras una pareja más joven los observa admirablemente desde lejos. El charco de lluvia debajo de ellos refleja su yo más joven.

## Producción

### Desarrollo
En febrero de 2021, se anunció que las proyecciones teatrales de Raya y el último dragón irían acompañadas de un nuevo cortometraje, Us Again. Zach Parrish, quien escribió y dirigió Us Again, anteriormente había dirigido el cortometraje Puddles (2020), que forma parte de la serie de cortos Short Circuit. Pinar Toprak compuso la banda sonora del corto. Us Again fue el primer cortometraje teatral original producido por Disney desde Inner Workings en 2016.

## Estreno
Us Again se estrenó en cines el 5 de marzo de 2021, junto a Raya y el último dragón. La película comenzó a transmitirse en Disney + el 4 de junio de 2021.

### Crítica
Pramit Chatterjee de Mashable le dio al corto una calificación de 5/5, diciendo que es "un cortometraje bellamente dirigido y coreografiado que presenta una animación tan asombrosa (los colores, el agua, las tomas de bokeh, la textura de la piel, todo es increíblemente perfecto e incluso hay una referencia de Cantando bajo la lluvia de Gene Kelly) que te hará desear que sea un largometraje". Umesh Punwani de Koimoi le dio al cortometraje 4 estrellas, diciendo que "el baile coreografiado por Keone y Mari Madrid está tan bellamente traído a la vida digitalmente por múltiples artistas del guión gráfico". Samantha Labat de CinemaBlend dio una crítica positiva al decir, "la animación es tan hermosa y real que olvidas que no estás mirando rostros humanos reales". Ana Salazar del medio digital La Estatuilla dijo que "Disney logró darnos un corto para recordarnos lo bonito de la música y la vida".